# Kalkere, Channarayapatna
Kalkere là một làng thuộc tehsil Channarayapatna, huyện Hassan, bang Karnataka, Ấn Độ.